# Blitzrad
Das Blitzrad oder Neeffsche Rad ist eine elektromechanische Anordnung, die einen elektrischen Stromkreis in periodischen Abständen unterbricht. Die an der Unterbrechungsstelle erzeugten sichtbaren Funken dienten zum Nachweis der elektrischen Spannung (einer Voltaschen Säule). Es wurde zuerst 1838 vom Frankfurter Arzt Christian Ernst Neeff vorgestellt.

Eine wesentliche Bedeutung des Blitzrades liegt in seiner Anschaulichkeit.

Die Anordnung besteht aus einem Zahnrad sowie einem federnden Gleitkontakt. Letzterer tastet das Zahnrad am Außenkreis ab, wodurch der Stromkreis jeweils nach Durchlauf eines Zahndaches kurz unterbrochen und so bei Stromfluss ein Funke erzeugt wird. Das Zahnrad lässt sich durch eine Handkurbel antreiben. Die Schaltfrequenz ist mittels der Drehzahl des Zahnrades frei wählbar und, bedingt durch die Anzahl der Zähne, relativ hoch.
Schon lange gilt diese anschauliche technische Lösung als veraltet. Zur Beeinflussung (Modulation) von Signalen sind Zahnräder auch im optischen Bereich verwendet worden (Lichtgeschwindigkeit, Frequenzabhängigkeit optischer Sensoren).
Die beim Blitzrad nicht vorhandene Trennung der mechanischen Steuerung von der elektrischen Kontaktgabe wurde für Benzinmotoren mit dem Unterbrecher erreicht, in welchem reibende Komponenten geschmiert und vergütete Kontakte verwendet wurden. Beim Zweitaktmotor mit mehreren Zündspulen hatte der Unterbrecher nur einen Zahn (Nocken), aber für jeden Zylinder einen einstellbaren Kontakt (Zeitpunkt und Dauer bzw. Kontaktabstand).